# Ethelfleda la Bella
Ethelfleda (†962) fue hija del caballero Ordmaer, siendo conocida con el sobrenombre de "La Bella" por su extraordinaria hermosura y gentileza.
Se casó en el año 961, con Edgar el Pacífico entonces rey de Inglaterra;  muriendo de parto al año siguiente, y siendo sepultada en la abadía de Wilton, en Wiltshire.
- Datos: Q5850040